# Горев, Владимир Ефимович
Горев Владимир Ефимович (1900, Велиж Витебской губернии — 20 июня 1938) — советский военный деятель, комбриг (1935).

## Биография
Родился в 1900 году в семье военного чиновника в городе Велиж. После окончания гимназии в 1918 г. поступил в Петроградский институт инженеров путей сообщения, в котором проучился до 1919 года. Во время учебы стал примыкать к группе анархо-коммунистов.

### Гражданская война
В Красной армии с марта 1918 года. С марта 1918 по июнь 1918 служил в качестве писаря военной академии в Петрограде. С июня 1918 года служил в РККА рядовым, затем начальником десятка партизанского отряда «Буревестник». Летом 1918 года был арестован белогвардейцами, но из плена смог сбежать. Вернулся в Петроград в сентябре того же года и стал работать контролером в районном продовольственном комитете, продолжая учиться в Петроградском институте инженеров путей сообщения. Вскоре переехал на Родину, где стал работать сельским учителем. С августа 1919 года вновь в кадрах РККА — инструктор политотдела 2-й армии, затем — инструктор политотдела Особой группы войск Южного фронта. В декабре 1919 года был арестован органами ВЧК. Под арестом находился до марта 1920 года. С марта по май 1920 года — следователь военного трибунала 17-й стрелковой дивизии. С мая 1920 года служил командиром роты, затем батальона 151-го стрелкового полка, после чего командовал батальоном в 153-м стрелковом полку. Затем командовал 51-й бригадой 17-й стрелковой дивизии. Во время Варшавской битвы занимал должность коменданта Минска. С августа 1920 года уполномоченный особого отдела 4-й армии, затем начальник агентурного отдела 16-й армии. С апреля по декабрь 1921 года находился в должности начальника секретно-оперативной части Особого отдела Западного фронта.

### Советский период
С января 1922 по декабрь 1923 года служил заместителем Особого отдела Московского военного округа. В декабре 1923 поступил на Высшие Академические курсы при Военной академии. С декабря 1924 по декабрь 1925 — слушатель восточного факультета той же академии.
В октябре 1925 года был направлен в Китайскую Республику в качестве военного советника. В Китае служил под псевдонимами «Никитин» и «Гордон». С 1925 по 1926 работал в Калганской разведывательной группе. Организатор разведшколы для подготовки специалистов в городе Кантон. Руководил разведывательной деятельностью в южных районах Китая. С 1926 по 1927 находился в Гуанчжоуской разведывательной группе и 4-м корпусе Национально-революционной армии Китайской Республики (командир Ли Цзишэнь). Принимал участие в Северном походе НРА против бэйянских милитаристов. Участвовал в штурме Учана. По возвращении в СССР в 1928 году был награждён орденом Красного Знамени. В том же году окончил КУВНАС при Военной академии имени М. В. Фрунзе. С января 1929 по января 1929 — командир 99-го Оренбургского стрелкового полка. Под псевдонимом «Высокогорец» в 1930 году написал книгу «Китайская армия». В том же году направлен в США в качестве нелегального резидента. Находился на разведывательной работе до 1933 года. С мая 1933 — в автобронетанковых войсках РККА. С мая 1933 по февраль 1935 — помощник начальника автобронетанковых войск Ленинградского военного округа. С февраля по август 1935 — командир и военный комиссар 31-й отдельной механизированной бригады. В августе 1936 был направлен в Испанию в качестве военного атташе. Служил под псевдонимом «Санчо». Внес большой вклад при обороне Мадрида против войск Франсиско Франко.. С позитивной стороны о Владимире Гореве высказывался испанский генерал Висенте Рохо.. В 1937 был направлен на Северный фронт для планирования военных действий. После неудач на Северном фронте, в частности, после захвата националистами города Бильбао, возвратился обратно в Мадрид. За боевые заслуги в Испании был награждён орденом Ленина и орденом Красного Знамени. В октябре 1937 года вернулся в СССР.

## Закат карьеры и гибель
Арестован 25 января 1938 г. 20 июня 1938 г. Военной коллегией Верховного суда СССР был приговорен к расстрелу по обвинению в участии в военном заговоре. Приговор приведен в исполнение в тот же день. Реабилитирован Военной коллегией Верховного суда СССР 13 октября 1956 года.
Жена — Елизавета Осиповна Горева (1901 г.р.) в июле 1938 года была осуждена как член семьи изменника Родины к пяти годам лагерей.

## Награды
- Орден Ленина (1937)
- Орден Красного Знамени (1928)
- Орден Красного Знамени (1937)
- Орден Красной Звезды (1936)